# Marquesado de Perinat
El marquesado de Perinat es un título nobiliario español creado por la reina regente María Cristina de Habsburgo Lorena y concedido, en nombre de Alfonso XIII, a María del Carmen Terry y Dorticós, viuda de Guillermo Perinat y Ochoa, el 31 de enero de 1893 por real decreto y el 4 de marzo del mismo año por real despacho, en atención a sus servicios benéficos.

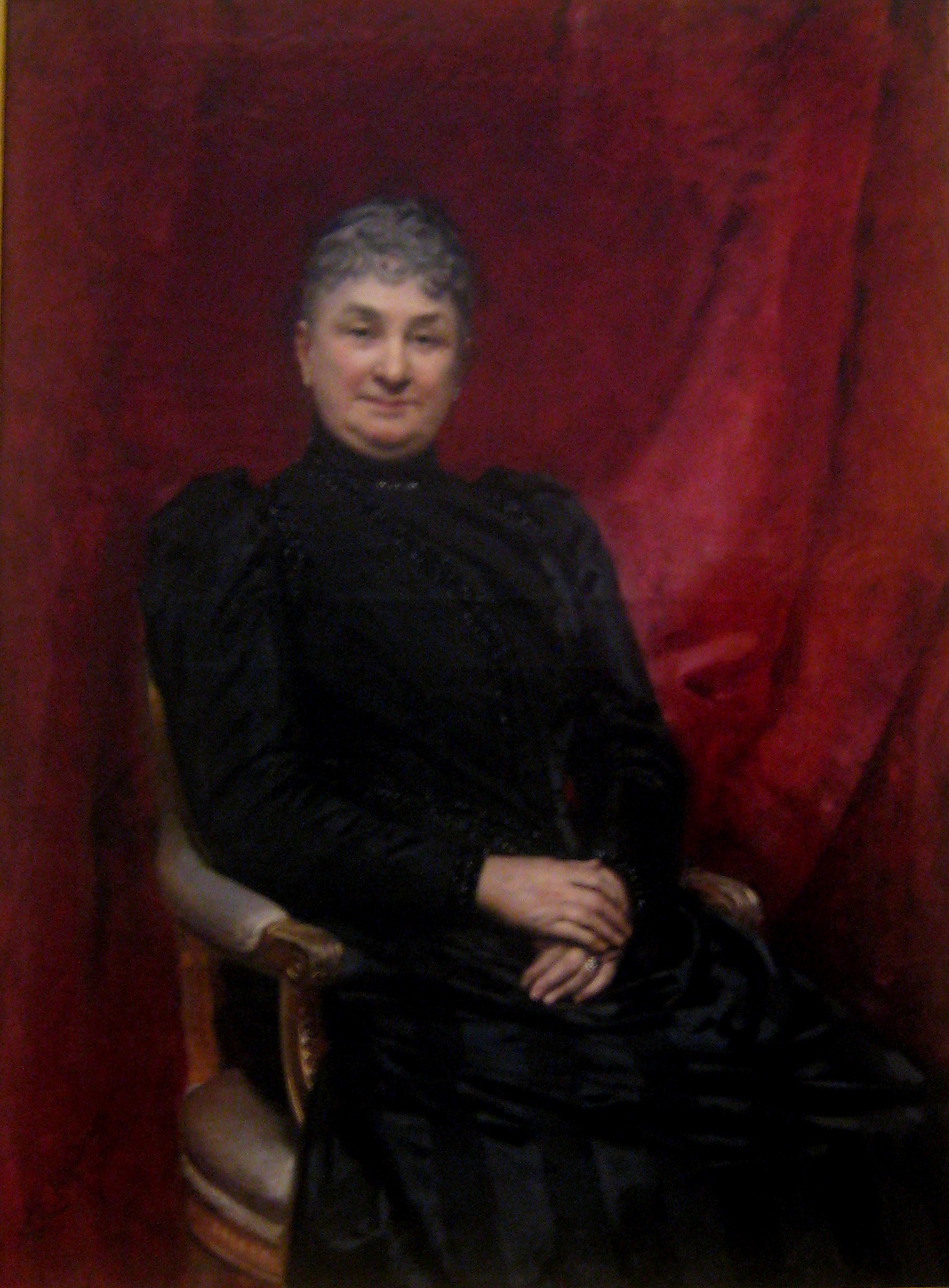
María del Carmen Terry y Dorticós, I marquesa de Perinat, retratada por Raimundo de Madrazo.

## Marqueses de Perinat
|                           | Titular                           | Periodo                   |
| Creación por Alfonso XIII | Creación por Alfonso XIII         | Creación por Alfonso XIII |
| ------------------------- | --------------------------------- | ------------------------- |
| I                         | María del Carmen Terry y Dorticós | 1893-1927                 |
| II                        | Luis Guillermo Perinat y Elío     | 1927-2006                 |
| III                       | Guillermo Perinat y Carvajal      | 2006-hoy                  |

## Historia de los marqueses de Perinat
La lista de los marqueses de Perinat, junto con las fechas en las que sucedieron sus titulares, es la que sigue:
- María del Carmen Terry y Dorticós, I marquesa de Perinat.

Se casó con Guillermo Perinat y Ochoa. El 13 de agosto de 1927 le sucedió su nieto, hijo de Luis de Perinat y Terry y de Ana María de Elío y Gaztelu, VII marquesa de Campo Real con Grandeza de España, VIII baronesa de Ezpeleta:
- Luis Guillermo Perinat y Elío (n. 1923), II marqués de Perinat, VIII marqués de Campo Real, IX barón de Ezpeleta, secretario de embajada.

Se casó con María de las Nieves Blanca Escrivá de Romaní y Morenés, III marquesa de Alginet, XIII condesa de Casal. El 25 de octubre de 2006, tras solicitud cursada el 20 de julio del mismo año (BOE del 2 de agosto) y orden del 26 de septiembre (BOE del 16 de octubre), le sucedió, por cesión, su nieto, hijo de Luis Guillermo Perinat y Escrivá de Romaní y de Clara Carvajal y Argüelles:
- Guillermo Perinat y Carvajal, III marqués de Perinat.